# Grande José Antonio Labordeta Park
Grande José Antonio Labordeta Park är en park i Spanien.   Den ligger i provinsen Provincia de Zaragoza och regionen Aragonien, i den nordöstra delen av landet, 270 km nordost om huvudstaden Madrid. Grande José Antonio Labordeta Park ligger 228 meter över havet.
Terrängen runt Grande José Antonio Labordeta Park är lite kuperad. Runt Grande José Antonio Labordeta Park är det tätbefolkat, med 550 invånare per kvadratkilometer. Närmaste större samhälle är Zaragoza, 2,9 km nordost om Grande José Antonio Labordeta Park. Omgivningarna runt Grande José Antonio Labordeta Park är i huvudsak ett öppet busklandskap.